# 黄圩镇 (泗县)
黄圩镇，是中华人民共和国安徽省宿州市泗县下辖的一个乡镇级行政单位。

## 行政区划
黄圩镇下辖以下地区：
黄圩村、三官村、武圩村、卢圩村、时邵村、曹场村、孙苏村、红星村、巩沟村、王宅村、刘宅村、三侯村、华新村、东北村和黄圩良种场。